# تندیس‌سازی سیمی
تندیس‌سازی سیمی ایجاد مجسمه یا جواهرات (که گاهی اوقات جواهرات سیم پیچی نامیده می‌شود) از سیم است. استفاده از مفتول فلزی در جواهرات به دوران دودمان دوم در مصر و به عصر برنز و آهن در اروپا برمی گردد. در قرن بیستم، آثار الکساندر کالدر، روت آساوا، و دیگر متخصصان نوین، ابزار تندیس‌سازی سیمی را به عنوان یک شکل هنری توسعه دادند.

جواهرات تندیس‌سازی سیمی